# District de Meilie
Le district de Meilie (梅列区 ; pinyin : Méiliè Qū) est une subdivision administrative de la province du Fujian en Chine. Il est placé sous la juridiction de la ville-préfecture de Sanming.